# Stanisław Kujawiński
Stanisław Kujawiński vel Stanisław Onuszko vel Stanisław Redło ps. Wodnik, Żonkil, Kucyk (ur. 26 kwietnia 1920 w Grodnie, zm. 12 sierpnia 1995 w Nottingham) – żołnierz Armii Andersa i Polskich Sił Zbrojnych, oficer Armii Krajowej, kapitan piechoty, cichociemny.

## Życiorys
Stanisław Kujawiński rozpoczął edukację w szkole sióstr nazaretanek w Grodnie (1927–1931), następnie uczył się w Państwowym Gimnazjum im. A. Mickiewicza, maturę otrzymał w 1939 roku w Liceum im. Henryka Sienkiewicza, prowadzonym przez Polską Macierz Szkolną.
We wrześniu 1939 roku nie został zmobilizowany. 13 kwietnia 1940 roku został zesłany w głąb ZSRR. W marcu 1942 roku wstąpił do Armii Andersa. Służył w 2 kompanii 24 pułku piechoty wchodzącego w skład 8 Dywizji Piechoty i jednocześnie uczył się w szkole podchorążych. Został wytypowany do grupy kierowanej do Anglii w celu przygotowania do pracy w Polsce. We wrześniu 1942 roku znalazł się w Wielkiej Brytanii, gdzie służył w Sekcji Dyspozycyjnej Naczelnego Wodza.
Po przeszkoleniu ze specjalnością w łączności radiowej (radiotelegrafii) został zaprzysiężony 10 lipca 1943 roku w Oddziale VI Sztabu Naczelnego Wodza. Został zrzucony w Polsce w nocy z 14 na 15 września 1943 roku w ramach operacji lotniczej o kryptonimie „Neon 8” dowodzonej przez kpt. naw. Mieczysława Malinowskiego i przydzielony do Inspektoratu Radzyń Podlaski AK (w Okręgu Lublin AK), gdzie służył jako oficer łączności oddziału partyzanckiego nr 34 i dowódca radiostacji nr 31, początkowo na stanowisku dowódcy drużyny, później dowódcy plutonu w oddziale „Zenona” (nr 34). Oddział leśny nr 34, działający w ramach 9 Podlaskiej Dywizji Piechoty AK osłaniał radiostację nr 31.
Po rozwiązaniu 9 Dywizji pozostał w konspiracji. W końcu sierpnia 1944 roku wznowił łączność radiową z Zachodem. Był poszukiwany przez NKWD. Został aresztowany 22 listopada 1944 roku. Wojskowy Sąd Garnizonowy w Lublinie skazał 2 lutego 1945 roku Kujawińskiego i współpracującego z nim Leonarda Melaniuka na karę śmierci. W czasie słynnego uwolnienia przez podziemie niepodległościowe z Zamku Lubelskiego w dniu 19 lutego 1945 roku grupy akowców skazanych na karę śmierci, nie udało się dobrać kluczy do celi, w której przebywał Kujawiński. Karę śmierci w drodze łaski zamieniono mu na 10 lat więzienia. Następnie był więźniem więzienia na Butyrkach w Moskwie (gdzie planowano wykorzystanie go w procesie szesnastu, do czego nie doszło) i Wronek. W wyniku starań żony postanowieniem Naczelnej Prokuratury Wojskowej z 13 listopada 1945 roku zmniejszono mu karę do 5 lat więzienia, a 14 grudnia tego roku Wojskowy Sąd Okręgowy w Lublinie na podstawie amnestii wynikającej z dekretu z 2 sierpnia 1945 roku zawiesił warunkowo wykonanie kary na 2 lata. 27 grudnia 1945 roku Kujawiński znalazł się na wolności.
W 1946 roku udało mu się wraz z żoną przedostać do Wielkiej Brytanii. Do września 1946 roku służył w 4 baonie łączności Polskich Sił Zbrojnych na Zachodzie, a przez kolejne dwa lata, do września 1948 roku, służył w Polskim Korpusie Przysposobienia i Rozmieszczenia.
W 1950 roku dostał się na studia, jednak ich nie podjął ze względów finansowych. Pracował fizycznie w różnych zawodach (robotnik leśny, robotnik w fabryce tekstylnej, magazynier, kierowca, pracownik administracyjno-handlowy w firmie piekarniczej). W 1985 roku przeszedł na emeryturę.
Był prezesem Polskiej Wspólnoty Katolickiej w Nottingham, prezesem Komitetu Budowy Polskiego Kościoła, prezesem Koła Spadochroniarzy Polskich i członkiem zarządów innych organizacji polonijnych.

## Życie prywatne
Stanisław Kujawiński był synem Wacława, pochodzącego z Warszawy elektromontera (wysiedlonego w czasie zarządzonej przez Rosjan ewakuacji w 1915 roku) i Józefy z Puchalskich. Jego ojciec był w latach międzywojennych właścicielem restauracji w Grodnie, zginął w radzieckim łagrze w Karagandzie.
Ożenił się z Lucyną Czajką, z którą miał trójkę dzieci, dwóch synów (ur. w 1946 i 1949 roku), oraz córkę urodzoną w 1952 roku.

## Awanse
- podporucznik – 1942
- porucznik – 15 września 1943 roku
- kapitan –[potrzebny przypis]

## Odznaczenia
- Krzyż Srebrny Orderu Wojennego Virtuti Militari
- Krzyż Kawalerski Orderu Odrodzenia Polski (1989)[1]
- Krzyż Walecznych
- Krzyż Zasługi z Mieczami
- Medal Wojska
- Krzyż Armii Krajowej
- Złota Odznaka Skarbu Narodowego RP – dwukrotnie
- Medal za Odwagę w Sprawie Wolności (Wielka Brytania)
- Medal Wojny 1939–1945 (Wielka Brytania)
- Pro Ecclesia et Pontifice (Stolica Apostolska)
- Exuli Bene de Ecclesia Merito („Wychodźcy, którzy dobrze przysłużyli się Kościołowi”).